# Македонска пошта
Македонска пошта је македонско државно предузеће за обављање поштанског саобраћаја. Основано је 1992. године као ПТТ Македонија. Године 1993. примљена је у Светски поштански савез. Године 1997. ПТТ Македоније је подељен на Македонски Телеком и Македонску пошту.

## Историјат
- 1918. - 1941. Функционише као дирекција поште са седиштем у Скопљу.
- 1925. године почиње са радом одсек за царињење у оквиру поште.
- 1939. године дирекција поште у Скопљу се усељава у нову зграду.
- 1945. - 1991. пошта функционише у оквиру ЗЈПТТ.
- 1965. године формирани су поштански центри у Битољу, Штипу и Скопљу.
- 1993. године Северна Македонија примљена у Светски поштански савез.

## Услуге
- Универзалне поштанске услуге
- EMS (брза пошта)
- Директна пошта
- Хибридна пошта
- Шпедиција

## Галерија
- Импровизовано седиште поште у Скопљу након земљотреса 1963.
- Седиште поште у Скопљу.